# گری دیوی
گری دیوی (انگلیسی: Gerry Davey; ۵ سپتامبر ۱۹۱۴ – ۱۲ فوریهٔ ۱۹۷۷) بازیکن هاکی روی یخ اهل بریتانیا بود.